# Канай-би
Канай Куттымбетулы (каз. Қанай Құттымбетұлы), (1695 — 1780) — казахский бий, оратор, один из предводителей казахов Среднего жуза, крупный полководец, главный советник Абылай хана, общественный деятель, глава (бек) города Ташкента

.
Принадлежал к Среднему жузу, к разделу Карауыл племени Аргын. Представители рода Аргын — Карауыл — Канай являются его прямыми потомками, они в настоящее время проживают в шести аулах (Карабулак, Уялы, Игилик, Жамантуз, Койсалган и Енбекбирлик) Зерендинского района Акмолинской области и других регионах Казахстана.

## Биография

### Детство и юность
Родился Канай бий в северном Казахстане в живописном регионе Кокшетау, где провел детские и юношеские годы. Отец Куттымбет и дед Амалдык были влиятельными представителями местной знати среди родственных родов Атыгай и Карауыл, поэтому юноша с ранних лет получил хорошее религиозное образование.

### Зрелые годы
Карауыл Канай бий в XVIII веке организовал битвы в национально-освободительном движении казахов от иноземных захватчиков. Канай бий был одним из шести биев, вознесших на престол Абылай хана на белой кошме на поляне Абылай хана у подножия гор Кокшетау.
Ильяс Есенберлин в исторической трилогии «Кочевники» писал о Канай бие — крупном полководце внесшем большой вклад в изгнание джунгаров.
Магжан Жумабаев в поэме «Батыр Баян» посвятил Канай бию главу, где говорится следующее:
Ту баста Абылайды хан көтерген
Қамқоры қарауылдың шешен Қанай
Перевод:
Превознесший Аблая — ханом, стягом,
Златоуст Канай, Карауылов опекун…

Жиналды өңшең бөpi Бурабайға
Бәрі де ел қорғаны-батыр билер
Аттанбай тек жатудан таппай пайда:
«Жүрелік, жау басынар» — деген сөзбен
Салады Қанай биді Абылайға
Би Қанай аттанбайды хан Абылай
Келмесе қандыбалақ батыр Баян.
Перевод:
Все матёры волки, в лоне Бурабая собрались
Они защитники отчизны батыры бии
Отчего же в раздумье хан их, не поймут.
Канай бия к Абылаю направляют
Посовещавшись Канай бий молвит:
Не выступит Абылай, не прибывши батыр Баян…
В данном отрывке поэмы отражено, как собравшиеся в Бурабае самые знатные вельможи — советники Абылай хана, ожидая батыра Баяна перед запланированным военным походом обратились к Канай бию, чтобы он предупредил Абылая о начале похода. После консультации с Абылай ханом, Канай бий сказал о необходимости дождаться прибытия также и отряда батыра Баяна.

### Конец жизни
Умер Канай бий в 1780 году будучи главой (бек) города Ташкент, там куда был избран Абылай-ханом. Похоронен рядом с Абылай ханом в Туркестане, в мавзолее Ходжи Ахмеда Яссави.

## Память
- Жизнь Канай бия исследовали академики Малик Габдуллин, Мынбай Искаков.
- Изданы материалы исследователей Казыбека Нуралина, Сабита Мырзагелдина, Сейлбека Алибекова.
- Выпущены книги: Рамах Абдрахманов «Карауыл Қанай батыр туралы кейбір тарихи деректер (Некоторые исторические данные о Карауыл Қанай батыр»); Рамах Абдрахманов «Карауыл Қанай би»; Айткажы Казбеков «Ас» (Тризна); Айткажы Казбеков «Тағзым»; Жанатай Бекенов «Қанай би және оның ұрпақтары» и другие.
- В августе 1999 года общественность Акмолинской области широко отметила 300-летие со дня рождения Карауыл Канай би — общественного и государственного деятеля Казахстана XVIII века.
- Переименован ауыл Карабулак в ауыл Канай би.
- Решением ономастической комиссии города Кокшетау улица Чапаева переименована в улицу Канай би.